# 张墅站
张墅站是绍兴轨道交通1号线的车站，位于浙江省绍兴市越城区体育路与大善路交叉口南侧。本站工程名为“绿云路站”，为1号线主线唯一一座暂缓开通车站。

## 车站结构
本站为地下二层岛式车站。

### 站台
本站设有一个岛式站台，位于大善路的地底。

### 车站楼层
| 地面层   | 出入口             | A-D出入口                                |  |  |
| 地下一层 | 站厅               | 售票机、客服中心、商店、警务室、安检设施 |  |  |
| 地下二层 |                    | █ 1号线 往姑娘桥（黃酒小鎮）             |  |  |
|          | 岛式站台，左侧开门 |                                          |  |  |
|          |                    | █ 1号线 往芳泉（奥体中心）               |  |  |